# 韩国—塔吉克斯坦关系
韩国－塔吉克斯坦關係（韓語：대한민국-타지키스탄 관계），简称为韩塔關係或塔韩关系。是指大韩民国與塔吉克共和國的雙邊外交關係。兩國關係友好，并于对方首都设有大使馆。

## 政治关系
塔吉克斯坦1991年脱离苏联独立后，韩国于1992年4月27日与之建交，韩国起初派遣驻乌兹别克斯坦大使兼辖塔吉克斯坦，2008年韩国在杜尚别开设大使馆分馆并派遣临时代办，2021年11月，升格为大使馆。而塔吉克则在2015年于首尔开设了大使馆并派遣常驻大使。而塔吉克斯坦总统拉赫蒙亦曾于2005年、2015年两次访问韩国。而韩国总理李洛渊则于2019年首次对塔吉克斯坦进行了国事访问。韩国—中亚合作论坛也进一步加强了韩国与塔吉克斯坦的双边关系。

## 旅遊

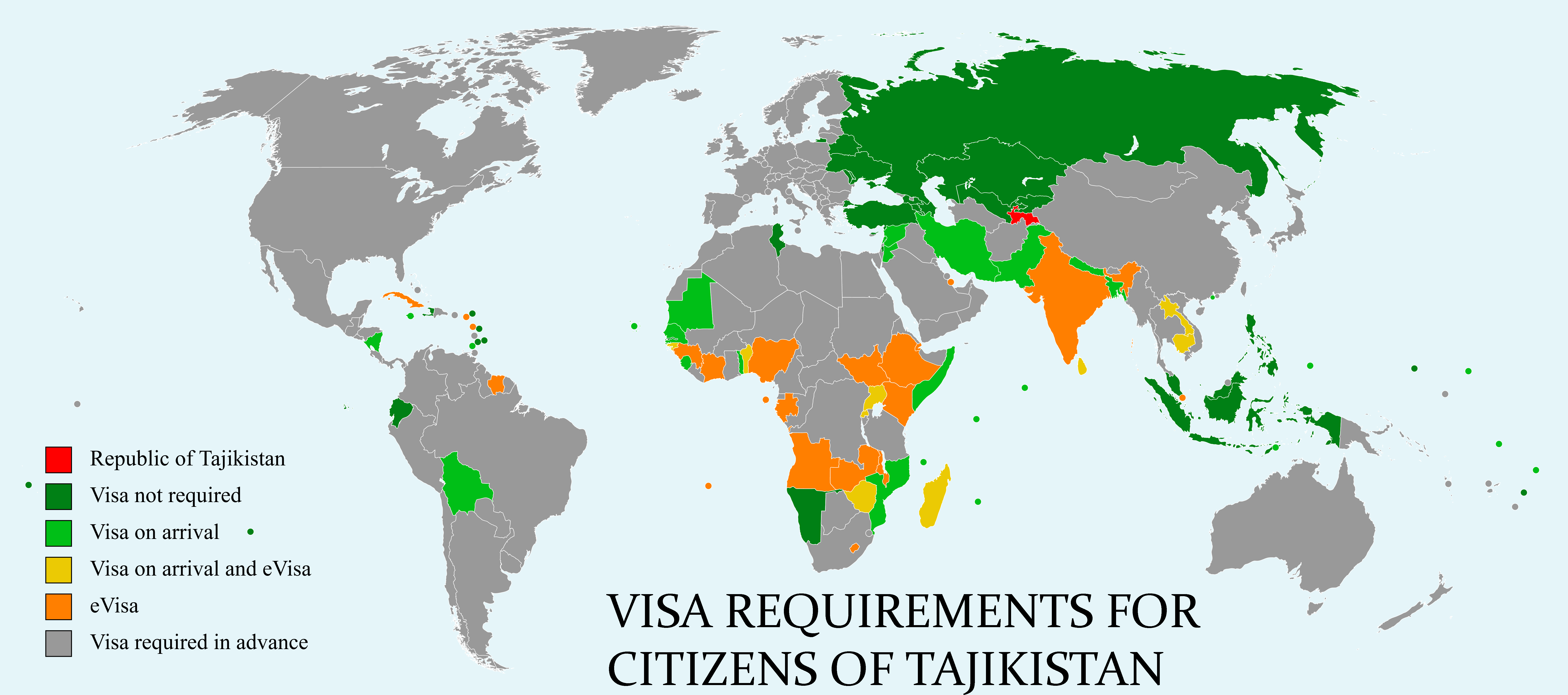
持塔吉克斯坦護照的塔吉克公民需要提前申请签证才能入境韩国。

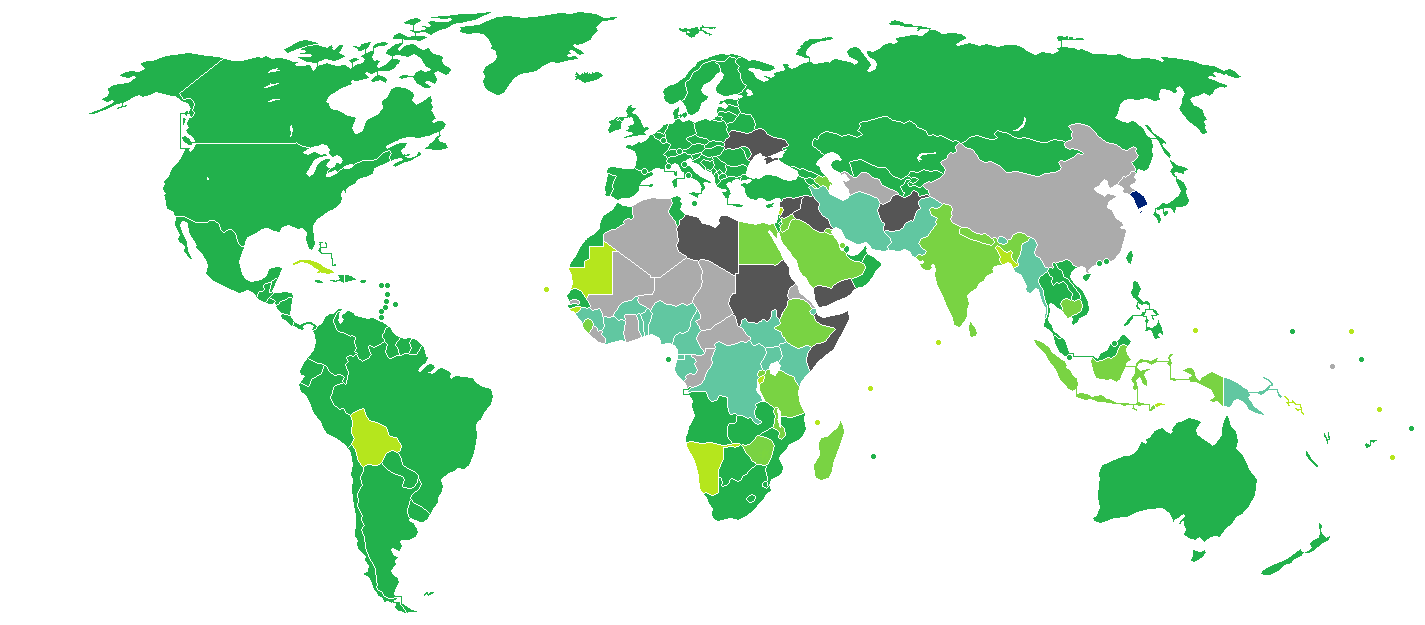
持韩国護照的韩国公民可以免簽證的方式入境塔吉克斯坦。

### 簽證
參見：塔吉克斯坦簽證政策和塔吉克斯坦公民簽證要求
以及：韩国簽證政策和韩国公民簽證要求
自2022年1月1日起，塔吉克斯坦宣布单方面给予持韩国護照的韩国公民免签证入境待遇，而塔吉克公民如果持外交或公务护照，则可以免签证入境韩国。

## 经贸关系
塔吉克斯坦重视发展与韩国等国的经贸关系。2018年，韩、塔双边贸易额达到2750万美元，2021年降至1500万美元。2021年，韩国对塔吉克斯坦的投资总额达到6400万美元。此外，韩国也是塔吉克的第五大援助来源国，援助额占2014年各国对塔吉克援助总额的2.2%，韩国国际合作机构也在塔吉克斯坦积极开展各项援助项目。

## 人文交流
20世纪30年代末，成千上万苏联境内的朝鲜人被苏联政府以“遏制日本间谍的渗透活动”为由驱逐到塔吉克斯坦，成为了塔吉克斯坦高丽人。蘇聯解體後，也有部分当地的高麗人移居韓國。而塔吉克斯坦也有800余名公民为韩裔。
韩国海外文化宣传院亦加强了与塔吉克斯坦的文化交流，塔吉克斯坦部分大学也开设了韩语课程。

## 相关链接
- 韩国驻塔吉克斯坦大使馆 （页面存档备份，存于）
- 塔吉克斯坦外交部关于韩国的相关信息 （页面存档备份，存于）
- 韩国外交部关于塔吉克斯坦的相关信息 （页面存档备份，存于）